# Kallebergerstipendiet
Kallebergerstipendiet är ett svenskt litterärt pris på 60 000 kronor (2019). Priset delas årligen ut av Svenska Akademien och skall tilldelas en svensk medborgare för litterär verksamhet med företräde för lyrik. Prispengarna tas ur en donation gjord av Tekla Hansson och Gösta Ronnström 1977.

## Pristagare
- 1999 – Mare Kandre
- 2000 – Tuija Nieminen Kristofersson
- 2001 – Maria Zennström
- 2002 – Åsa Maria Kraft
- 2003 – Kerstin Norborg
- 2004 – Håkan Sandell
- 2005 – Johannes Anyuru
- 2006 – Helena Eriksson
- 2007 – Marie Silkeberg
- 2008 – Leif Holmstrand
- 2009 – Ida Börjel
- 2010 – Johannes Heldén
- 2011 – Ulf Karl Olov Nilsson
- 2012 – Lotta Olsson
- 2013 – Anna Hallberg
- 2014 – Jenny Tunedal
- 2015 – Jonas Modig
- 2016 – Pär Hansson[2]
- 2017 – Jila Mossaed
- 2018 – Anna Jörgensdotter[3]
- 2019 - Lina Hagelbäck[4]
- 2020 - Börje Lindström[5]
- 2021 - Helga Krook[6]
- 2022 - Camilla Hammarström[7]
- 2023 - Helena Boberg[8]
- 2024 – Axel Winqvist[9]

### Fotnoter
1. ↑  ”Kallebergerstipendiet”. Svenska Akademien. Arkiverad från originalet den 19 september 2012. https://archive.is/20120919132014/http://www.svenskaakademien.se/information/pressinformation/2011/kallebergerstipendiet. Läst 29 maj 2012.
2. ↑  ”Kallebergerstipendiet”. Svenska Akademien. http://www.svenskaakademien.se/press/kallebergerstipendiet-10. Läst 25 juni 2017.
3. ↑  ”Kallebergerstipendiet | Svenska Akademien”. www.svenskaakademien.se. https://www.svenskaakademien.se/press/kallebergerstipendiet-12. Läst 4 november 2019.
4. ↑  ”Kallebergerstipendiet | Svenska Akademien”. www.svenskaakademien.se. https://www.svenskaakademien.se/press/kallebergerstipendiet-13. Läst 19 december 2019.
5. ↑  ”Högtidssammankomst 2020 | Svenska Akademien”. www.svenskaakademien.se. https://www.svenskaakademien.se/akademien/sammankomster/hogtidssammankomsten/hogtidssammankomst-2020. Läst 21 december 2021.
6. ↑  ”Högtidssammankomst 2021 | Svenska Akademien”. www.svenskaakademien.se. https://www.svenskaakademien.se/akademien/sammankomster/hogtidssammankomsten/hogtidssammankomst-2021. Läst 21 december 2021.
7. ↑  ”Högtidssammankomst 2022 | Svenska Akademien”. www.svenskaakademien.se. https://www.svenskaakademien.se/akademien/sammankomster/hogtidssammankomsten/hogtidssammankomst-2022. Läst 27 december 2022.
8. ↑  ”Högtidssammankomst 2023 | Svenska Akademien”. www.svenskaakademien.se. https://www.svenskaakademien.se/svenska-akademien/sammankomster/hogtidssammankomsten/2023. Läst 30 december 2023.
9. ↑  ”Kallebergerstipendiet”. www.svenskaakademien.se. https://www.svenskaakademien.se/press/kallebergerstipendiet-2024. Läst 13 december 2024.